# Michele Campana
Michele Campana (Modigliana, 8 gennaio 1885 – Firenze, 2 febbraio 1968) è stato un giornalista e scrittore italiano.

## Biografia
Nasce a Modigliana nel 1885 da famiglia di origini marradesi. È imparentato col poeta Dino Campana, suo coetaneo: i nonni erano fratelli, ma avevano litigato per motivi di eredità e quindi avevano troncato ogni rapporto. 
Dopo avere frequentato a Modigliana le scuole elementari e (nel seminario locale) i primi due anni di ginnasio, completa gli studi ginnasiali presso i salesiani di Faenza dove incontra il cugino Dino. Frequenta poi la prima liceo al Liceo Torricelli di Faenza e la seconda al Liceo Michelangelo di Firenze.

Interrotti gli studi e trasferitosi a Firenze con il padre che aveva aperto una trattoria, entra in contatto con gli ambienti intellettuali fiorentini ed inizia a collaborare con vari periodici. Acceso interventista, partecipa alla guerra con il grado di sottotenente. Racconterà le esperienze di guerra in un libro di successo: Un anno sul Pasubio. Dopo la guerra, prosegue l'attività giornalistica collaborando con i maggiori quotidiani nazionali e dirigendo prima La Toscana di Livorno, poi L'Arena di Verona.

Amico personale di Mussolini fin dagli anni precedenti la Grande Guerra, aderisce al fascismo e svolge fra le due guerre un'intensa attività pubblicistica (poesia, romanzi, saggistica varia). Dopo l'8 settembre, aderisce alla Repubblica Sociale e risiede a Ferrara dove dirige il Corriere Padano. Sfuggito fortunosamente alla cattura dopo la Liberazione, torna all'attività giornalistica negli anni '50. Si trasferisce a Faenza e poi ancora a Firenze, dove muore nel 1968.

I suoi carteggi, donati nel 1989 alla Fondazione Primo Conti comprendono lettere di Giovanni Papini, Ottone Rosai, Ardengo Soffici, Giuseppe Prezzolini e altri protagonisti della cultura del Novecento.

## Opere
- Perché ho ucciso?, Firenze, Tipografia della Voce, 1918;

- Un anno sul Pasubio, Firenze, Tipografia della Voce, 1918;

- In Romagna, Firenze, Vallecchi, 1931;
- Sotto il sole di Rimini, Firenze, Vallecchi, 1939;
- Marameo con dieci dita, Firenze, Il Fauno, 1964;
- Poesie, Firenze, Il Fauno, 1964;